# Kasjusz Życiński
Kasjusz Gracjan Życiński, znany także jako Don Kasjo (ur. 1 stycznia 1992 w Iławie) – polski bokser, freak fighter oraz celebryta. Brązowy medalista mistrzostw Polski w boksie 2014.

## Kariera sportowa
Przygoda Życińskiego z boksem rozpoczęła się kiedy zaczął trenować ten sport w wieku 19 lat. Pierwsze walki amatorskie toczył już po ok. roku treningów. Do największych sukcesów w karierze Kasjusza należy zdobycie brązowego medalu na mistrzostwach Polski w 2014 roku, w kategorii do 81 kg. W tym samym roku zadebiutował w najlepszej lidze amatorskiej - WSB (World Series of Boxing), gdzie toczył pojedynki pod banderą Hussars Poland. Podczas jednej z walk w tej lidze Życiński zmierzył się z Adylbekiem Nijazymbetowem, dwukrotnym wicemistrzem olimpijskim w kategorii półciężkiej. Kasjusz zdecydowanie przegrał tę walkę, ale wytrwał pełen dystans pięciu 3-minutowych rund. Finalnie zrezygnował z dalszych treningów i walk, ponieważ nie podobało mu mieszanie polityki do boksu. Często nie zgadzał się z werdyktami sędziowskimi.

## Kariera freak show fight

### Fame MMA
W programie Ex na plaży Kasjusz doprowadził do bójki z Dawidem „Ambro” Ambroziakiem, co doprowadziło do zakontraktowania ich pojedynku w formule MMA na gali Fame MMA 3. Ambroziak doznał złamania kości śródręcza i wycofał się z pojedynku. Nowym rywalem Życińskiego został Adrian „Polak” Polański. Po trzyrundowym pojedynku sędziowie niejednogłośnie przyznali zwycięstwo Polańskiemu. Po walce sztab Kasjusza złożył protest i ostatecznie 1 kwietnia 2019 zmieniono decyzję przyznając jednogłośne zwycięstwo (30-27) Życińskiemu.
Podczas czwartej edycji Fame MMA zmierzył się z Dawidem Ambroziakiem, którego wypunktował na dystansie trzech rund w formule kick-bokserskiej na zasadach K-1.
Podczas szóstej edycji odbywającej się w trakcie pierwszej fali koronawirusa w Polsce zmierzył się z Maciejem Ratajem, znanym z programu Ex na plaży. W trakcie walki wielokrotnie trafiał czysto swojego przeciwnika, który desperacko uciekał po oktagonie odwracając się do niego plecami. Ostatecznie Życiński wygrał ten pojedynek poprzez poddanie się Rataja w drugiej rundzie, na skutek duszenia gilotynowego.
Podczas siódmej gali Fame MMA Życiński miał skrzyżować rękawice z Łukaszem Lupą w formule K-1. Przed galą stoczył jednak sparing z Pawłem Tyburskim, podczas którego pękło mu tzw. ucho zapaśnika i musiał wycofać się z pojedynku.
21 listopada 2020 na gali Fame 8 zmierzył się w cage-boxingu w rękawicach do MMA z byłym pięściarzem i celebrytą Marcinem „El Testosteronem” Najmanem.  Walka rozpoczęła się od ataku Najmana, a po niepowodzeniu sportowej próby „El Testosteron” zastosował chwyt zapaśniczy przenosząc pojedynek do parteru. Po odjęciu punktów przez sędziego ringowego Najman zaatakował Życińskiego niskim kopnięciem, co zaowocowało dyskwalifikacją. Po walce w oktagonie rozpoczęła się awantura podczas której Damian Herczyk zaatakował Życińskiego wykręcając jego nogę, co doprowadziło do jej uszkodzenia.
Na Fame 10 zmierzył się z zawodowym zawodnikiem MMA, Normanem Parke, w formule pięściarskiej. Walka dotrwała do pełnego dystansu rundowego, a zwycięstwo sędziowie przyznali decyzją jednogłośną Parke'owi. Po walce został złożony protest przez Życińskiego, ale został odrzucony przez sędziego głównego Piotra Jarosza.
20 listopada 2021 podczas gali Fame 12 stoczył dwie walki bokserskie jednego wieczoru. W pierwszym pojedynku pokonał po sześciu rundach decyzją jednogłośną innego zawodnika MMA – Marcina Wrzoska. Po krótkiej przerwie, skrzyżował rękawice ze współwłaścicielem organizacji Michałem „Boxdelem” Baronem. Pojedynek zwyciężył w podobny sposób, jednak tym razem na dystansie trzech rund.

### Prime Show MMA
28 grudnia 2021 został ogłoszony jako włodarz (zarządca i główna twarz) nowej federacji typu freak show fight – Prime Show MMA. 1 lutego 2022 federacja za pośrednictwem Instagrama poinformowała, że Życiński zawalczy 19 lutego 2022 podczas gali Prime 1: Zadyma w formule bokserskiej z Mateuszem „Muranem” Murańskim. Pojedynek zwyciężył jednogłośną decyzją sędziów.
We wrześniu 2022 federacja Prime Show MMA ogłosiła starcie Kasjusza Życińskiego z Pawłem „Popkiem Monsterem” Mikołajuwem, jako walkę wieczoru czwartej gali, zatytułowanej Prime 4: Królestwo. Walkę w drugiej rundzie przez techniczny nokaut wygrał „Don Kasjo”, który po jednym z wyprowadzonych ciosów znokautował rywala.
Kolejną walkę stoczył w lipcu 2023 roku podczas wydarzenia Prime 5, która miała miejsce we wrocławskiej Hali „Orbita”. Przeciwnikiem Życińskiego został były kickbokserski mistrz Fight Exclusive Night oraz DSF Kickboxing Challenge – Dominik „Japoński Drwal” Zadora. Walkę przegrał w trzeciej rundzie przez techniczny nokaut.
W walce wieczoru gali Prime 6: Premium, która odbyła się 21 października 2023 w Arenie Toruń, zmierzył się z Pawłem „Księżniczką” Tyburskim, uważanym za najlepszego freak fightera. Walka zakończyła się w drugiej rundzie przegraną Życińskiego przez jego niezdolność do kontynuowania walki decyzją lekarza.
Oczekiwano, że 13 stycznia 2024 podczas gali Prime 7 w Koszalinie zawalczy w kickbokserskiej formule z Adamem Soroko, znanym m.in. z walk na gołe pięści dla federacji The War. Do walki Życińskiego jednak nie doszło przez niezjawienie się rywala na gali.

### Powrót do Fame MMA i dalsza kariera w Prime Show MMA
15 stycznia 2024 federacja Fame MMA ogłosiła ponowne zakontraktowanie popularnego „Don Kasjo” oraz podała szczegóły jego przyszłej walki. 10 lutego 2024 podczas jubileuszowej gali Fame 20: The Celebration & The Tournament stoczył rewanżowy pojedynek z „Boxdelem”, jednak tym razem zamiast formuły bokserskiej to starcie odbyło się na zasadach K-1. Życiński zwyciężył walkę werdyktem niejednogłośnym.
W walce wieczoru gali Prime 8: Zadyma 2.0, która odbyła się 13 kwietnia 2024 w Warszawie zawalczył w formule pięściarskiej z Arkadiuszem Tańculą. „Don Kasjo” powrócił na zwycięską ścieżkę, triumfując jednogłośnie na punkty po czterech rundach. Dodatkowo został zakontraktowany rewanż zawodników w formule kick-bokserskiej na zasadach K-1, który odbędzie się na jednej z przyszłych gal organizacji.
Miesiąc później na gali Fame 21: Pretendent w Gliwicach miał skrzyżować rękawice z Alanem Kwiecińskim. Ostatecznie Życiński musiał wycofać się z walki przez odniesione obrażenia z ataku od Pawła Tyburskiego na konferencji prasowej.
31 sierpnia 2024 podczas wydarzenia Fame 22: Ultimate, które miało miejsce na warszawskim Stadionie PGE Narodowym, rękawice skrzyżował z zawodowym bokserem, Tomaszem Adamkiem. Po czterech rundach uległ jednogłośnie na punkty doświadczonemu pięściarzowi.
Na jubileuszowej gali Prime 10, która odbyła się 26 października 2024 w Ostrowcu Świętokrzyskim, stoczył pojedynek ze streamerem i freak fighterem, Kamilem „Taazy'm” Mataczyńskim. Po czterech rundach sędziowie ogłosili remis, więc doszło do dogrywki. Po piątej decydującej odsłonie ostatecznie przegrał jednogłośną decyzją sędziów. Życiński w wyniku porażki stracił „pas Króla”. Pierwotnie na tym wydarzeniu miało dojść do niedoszłej walki Życińskiego z Alanem Kwiecińskim, jednak organizacja Prime Show MMA postanowiła zrobić zmiany na karcie walk.
Na następnej gali Prime 11, która odbyła się 11 stycznia 2025 w Ostrowie Wielkopolskim, przystąpił do rewanżowej walki z Marcinem Wrzoskiem. Uległ rywalowi jednogłośnie na kartach punktowych.

## Bilans walk freak show fight[48]

### Mieszane sztuki walki
| Wynik   | Bilans | Przeciwnik (bilans przed walką) | Rozstrzygnięcie                | Runda | Czas | Rozgrywki                         | Data       | Miejsce  | Uwagi |
| ------- | ------ | ------------------------------- | ------------------------------ | ----- | ---- | --------------------------------- | ---------- | -------- | --- |
| Wygrana | 2-0    | Maciej Rataj (0-0)              | Poddanie (duszenie gilotynowe) | 2     | 2:25 | Fame 6: Zusje vs. Linkimaster     | 28.03.2020 | Nieporaz | |
| Wygrana | 1-0    | Adrian Polański (0-1)           | Decyzja (jednogłośna)          | 3     | 3:00 | Fame 3: IsAmU vs. DeeJayPallaside | 30.03.2019 | Łódź     | Debiut w MMA. Początkowo zwycięstwo Polańskiego przez niejednogłośną decyzję sędziowską, jednak po złożonym proteście przez Życińskiego werdykt został zmieniony na jego korzyść. |

### Kickboxing
| Wynik   | Bilans | Przeciwnik (bilans przed walką) | Rozstrzygnięcie          | Runda | Czas | Rozgrywki                                 | Data       | Miejsce     | Uwagi                                          |
| ------- | ------ | ------------------------------- | ------------------------ | ----- | ---- | ----------------------------------------- | ---------- | ----------- | ---------------------------------------------- |
| Wygrana | 2-0    | Michał Baron (1-0)              | Decyzja (niejednogłośna) | 3     | 3:00 | Fame 20: The Celebration & The Tournament | 10.02.2024 | Kraków      | Zasady K-1. Limit umowny -95 kg. Co-Main Event |
| Wygrana | 1-0    | Dawid Ambroziak (0-0)           | Decyzja (jednogłośna)    | 3     | 3:00 | Fame 4: Linkimaster vs. Lil Masti         | 22.06.2019 | Częstochowa | Zasady K-1. Walka w wadze open.                |

### Boks
| Wynik   | Bilans | Przeciwnik (bilans przed walką) | Rozstrzygnięcie                                                     | Runda | Czas | Rozgrywki                               | Data       | Miejsce                 | Uwagi |
| ------- | ------ | ------------------------------- | ------------------------------------------------------------------- | ----- | ---- | --------------------------------------- | ---------- | ----------------------- | --- |
| Porażka | 6-6    | Marcin Wrzosek (2-1)            | Decyzja (jednogłośna)                                               | 3/3   | 3:00 | Prime 11: Don Kasjo vs. Polish Zombie 2 | 11.01.2025 | Ostrów Wielkopolski     | Main Event |
| Porażka | 6-5    | Kamil Mataczyński (0-0)         | Decyzja (jednogłośna)                                               | 5/5   | 3:00 | Prime 10: Rafonix vs. Magical 2         | 26.10.2024 | Ostrowiec Świętokrzyski | Stracił pas „Króla” Fame MMA. Walka w rękawicach meksykańskich. Po czterech rundach ogłoszono remis, więc doszło do dogrywki. Co-Main Event |
| Porażka | 6-4    | Tomasz Adamek (53-6)            | Decyzja (jednogłośna)                                               | 4/4   | 3:00 | Fame 22: Ultimate                       | 31.08.2024 | Warszawa                | Limit umowny -99 kg. Main Event |
| Wygrana | 6-3    | Arkadiusz Tańcula (0-0)         | Decyzja (jednogłośna)                                               | 4/4   | 3:00 | Prime 8: Zadyma 2.0                     | 13.04.2024 | Warszawa                | Main Event |
| Porażka | 5-3    | Paweł Tyburski (1-0)            | TKO (niezdolność do kontynuowania walki - przerwanie przez lekarza) | 2/3   | 1:22 | Prime 6: Premium                        | 21.10.2023 | Toruń                   | Walka w małych rękawicach do MMA. Main Event                                                                                                |
| Porażka | 5-2    | Dominik Zadora (0-0)            | TKO (niezdolność do kontynuowania walki)                            | 3/6   | 1:53 | Prime 5: Don Kasjo vs. Zadora           | 01.07.2023 | Wrocław                 | Walka w małych rękawicach do MMA. Walka o „pas Króla” Fame MMA. Main Event                                                                  |
| Wygrana | 5-1    | Paweł Mikołajuw (0-0)           | TKO (niezdolność do kontynuowania walki)                            | 2/3   | 1:49 | Prime 4: Królestwo                      | 26.11.2022 | Szczecin                | Walka w rękawicach meksykańskich. Main Event                                                                                                |
| Wygrana | 4-1    | Mateusz Murański (0-0)          | Decyzja (jednogłośna)                                               | 4/4   | 3:00 | Prime 1: Zadyma                         | 19.02.2022 | Łódź                    | Walka w rękawicach meksykańskich. Co-Main Event                                                                                             |
| Wygrana | 3-1    | Michał Baron (0-0)              | Decyzja (jednogłośna)                                               | 3/3   | 2:00 | Fame 12: Don Kasjo vs. Polish Zombie    | 20.11.2021 | Gdańsk/Sopot            | Otrzymał „pas Króla” Fame MMA (od rywala). Extra Fight                                                                                      |
| Wygrana | 2-1    | Marcin Wrzosek (0-0)            | Decyzja (jednogłośna)                                               | 6/6   | 3:00 | Fame 12: Don Kasjo vs. Polish Zombie    | 20.11.2021 | Gdańsk/Sopot            | Limit umowny -87 kg. Main Event |
| Porażka | 1-1    | Norman Parke (0-0)              | Decyzja (jednogłośna)                                               | 5/5   | 3:00 | Fame 10: Don Kasjo vs. Parke            | 15.05.2021 | Łódź                    | Walka o „pas Króla” Fame MMA oraz walka o jednokilogramową sztabkę złota. Main Event                                                        |
| Wygrana | 1-0    | Marcin Najman (15-6)            | Dyskwalifikacja (kopnięcie)                                         | 1/3   | 0:36 | Fame 8: Dubiel vs. Blonsky              | 21.11.2020 | Łódź                    | Walka w małych rękawicach do MMA. Co-Main Event.                                                                                            |

## Niepełny bilans walk w boksie olimpijskim/amatorskim na ringu bokserskim
| Wynik   | Przeciwnik (bilans przed walką) | Rozstrzygnięcie          | Runda | Czas | Rozgrywki                                                | Data       | Miejsce        | Uwagi               |
| ------- | ------------------------------- | ------------------------ | ----- | ---- | -------------------------------------------------------- | ---------- | -------------- | ------------------- |
| Porażka | Michał Fiedler (1-1)            | Decyzja (jednogłośna)    | 3/3   | 3:00 | Mistrzostwa Polski Seniorów 2023                         | 06.12.2023 | Toruń          | Kategoria +92 kg    |
| Porażka | Tomasz Czyczerski               | Decyzja (jednogłośna)    | 3/3   | 3:00 | 88. Mistrzostwa Polski Seniorów                          | 2017       | Człopa         | Limit umowny -81 kg |
| Wygrana | Rafał Staszewski                | Decyzja (jednogłośna)    | 3/3   | 3:00 | 88. Mistrzostwa Polski Seniorów                          | 2017       | Człopa         | Limit umowny -81 kg |
| Porażka | Dariusz Wilk                    | Decyzja (jednogłośna)    | 3/3   | 3:00 | 1/8 finału Mistrzostw Polski Seniorów 2016               | 16.11.2016 | Sokółka        | Limit umowny -81 kg |
| Porażka | Łukasz Stanioch                 | Decyzja                  | 3/3   | 3:00 | 9. Gala Sportów Walki                                    | 21.08.2016 | Stepnica       | Limit umowny -81 kg |
| Porażka | Kestutis Pukas (3-3)            | TKO                      | 2/3   | 1:43 | ?                                                        | 27.05.2016 | Gdańsk         | Limit umowny -81 kg |
| Porażka | Abdulrahman Abu (2-1)           | Decyzja (jednogłośna)    | 3/3   | 3:00 | 5. Międzynarodowy Turniej Bokserski im. Zygmunta Chychły | 31.05.2015 | Gdańsk         | Limit umowny -81 kg |
| Porażka | Kenan Husovic                   | Decyzja                  | 3/3   | 3:00 | Międzynarodowy Mecz Bokserski: Gdańsk vs. Bawaria        | 18.10.2014 | Trąbki Wielkie | Limit umowny -81 kg |
| Porażka | Ädylbek Nijazymbetow (0-0)      | Decyzja (jednogłośna)    | 5/5   | 3:00 | World Series of Boxing                                   | 01.03.2014 | Ałmaty         | Limit umowny -81 kg |
| Wygrana | Dawid Jaroński                  | TKO                      | 1/3   | 2:03 | ???                                                      | 13.02.2014 | ?              | Limit umowny -81 kg |
| Porażka | Aleksander Chotjancew (2-1)     | Decyzja (niejednogłośna) | 5/5   | 3:00 | World Series of Boxing                                   | 18.01.2014 | Warszawa       | Limit umowny -81 kg |
| Porażka | Łukasz Stanioch                 | Decyzja                  | 3/3   | 3:00 | El. XXII Młodzieżowych mistrzostw Polski                 | 10.10.2014 | ?              |                     |
| Wygrana | Adam Kubiak                     | Decyzja                  | 3/3   | 3:00 | El. XXII Młodzieżowych mistrzostw Polski                 | 07.10.2014 | ?              |                     |
| Wygrana | Adrian Paterek                  | Decyzja (jednogłośna)    | 3/3   | 3:00 | Mistrzostwa Polski Seniorów 2014                         | 2014       | ?              |                     |
| Wygrana | Andreas Lynggaard (0-3)         | TKO                      | 2/3   | 2:18 | 2013 Poland versus Denmark Duals - 81 kilo - Elite       | 02.11.2013 | Chojnice       |                     |
| Wygrana | Paweł Michalik                  | Decyzja                  | 3/3   | 3:00 | Ogólnopolskiegi Turniej Boksu Amatorskiego               | 28.09.2013 | Płońsk         |                     |
| Porażka | Tomas Pivorun (1-1)             | Decyzja (niejednogłośna) | 3/3   | 3:00 | 2013 Poland versus Lithuania Duals - 75 Kilo - Elite     | 07.09.2013 | Gdańsk         | Limit umowny -75 kg |
| Porażka | Marek Matyja                    | Decyzja                  | 3/3   | 3:00 | Grand Prix w Ostródzie                                   | 03.02.2013 | Ostróda        | Limit umowny -75 kg |
| Wygrana | Mateusz Kowalczyk               | Decyzja                  | 3/3   | 3:00 | Grand Prix w Grudziądzu                                  | 30.08.2012 | Grudziądz      | Limit umowny -75 kg |
| Porażka | Michał Ludwiczak                | Decyzja (jednogłośna)    | 3/3   | 3:00 | ?                                                        | 05.03.2012 | Poznań         | Limit umowny -75 kg |
| Porażka | Wojciech Sobierajski            | Decyzja                  | 3/3   | 3:00 | Grand Prix w Gliwicach                                   | 08.09.2011 | Gliwice        | Limit umowny -75 kg |

## Filmografia[59]
- 2016: Top Model – uczestnik (jako on sam)
- 2018: Ex na plaży Polska – uczestnik (jako on sam)
- 2019–2021: Warsaw Shore: Ekipa z Warszawy – uczestnik (jako on sam)